# Dryopteris yenpingensis
Dryopteris yenpingensis là một loài thực vật có mạch trong họ Dryopteridaceae. Loài này được C. Chr. & Ching miêu tả khoa học đầu tiên năm 1938.